# Makarije od Crne Gore
Makarije od Crne Gore (izvorno Makarie ot Črnie Gori, oko 1463. - poslije 1533.), jeromonah i mitropolit, crnogorski tiskar i prvi tiskar ćiriličnih knjiga među Južnim Slavenima, izradio Oktoih i druge bogoslužbene knjige u Crnojevića tiskari od 1492. do 1496. godine.
Tipografsku vještinu izučio je u Veneciji (Mletačka Republika) a onda na Cetinju (Obod) rukodjelisao knjige:
- Oktoih - prvoglasnik I-IV glas (4. siječnja 1494. godine, Obod)

- Psaltir - sa posljedovanjem (22. rujna 1494. godine, Cetinje)

- Oktoih - petoglasnik V-VIII glas (nema točnog podatka)

- Evanđelje - (1496. godine, Cetinje)

- Trebnik (Molitvenik) - (1496. godine, Cetinje)

- Cvjetni triod - nedovršeno izdanje (nema točnog podatka).

U Crnoj Gori je, za potrebe Crnojevića tiskare, napravio Makarije olovna tipografska slova, pokretne matrice za inicijale, raskošnu grafičku ornamentiku i ilustracije.
Koncem 1496. s crnogorskim vladarom Đurađom Crnojevićem napustio je Crnu Goru. Na poziv velikog vojvode Vlaške Radula, za kojeg je bila udata kćerka Ivana Crnojevića, Makarije tamo odlazi i nastavlja tiskati pravoslavne knjige. Makarije je u Vlaškoj postao i mitropolit.
Između 1526. i 1528. Makarije je napisao zamljopisnu studiju Tlkovanije, o kojoj iznosi podatke i o dinastiji Crnojevića.
Makarije odlazi potom na Svetu Goru (samostan Hilandar). Godine 1526. spominje se kao iguman. Posljednji podatak o Makariju potječe iz 1533. godine.

## Vanjske poveznice
- O Oktoihu prvoglasniku  Arhivirana inačica izvorne stranice od 18. rujna 2008. (Wayback Machine)